# Muwatalli (Kummuh)

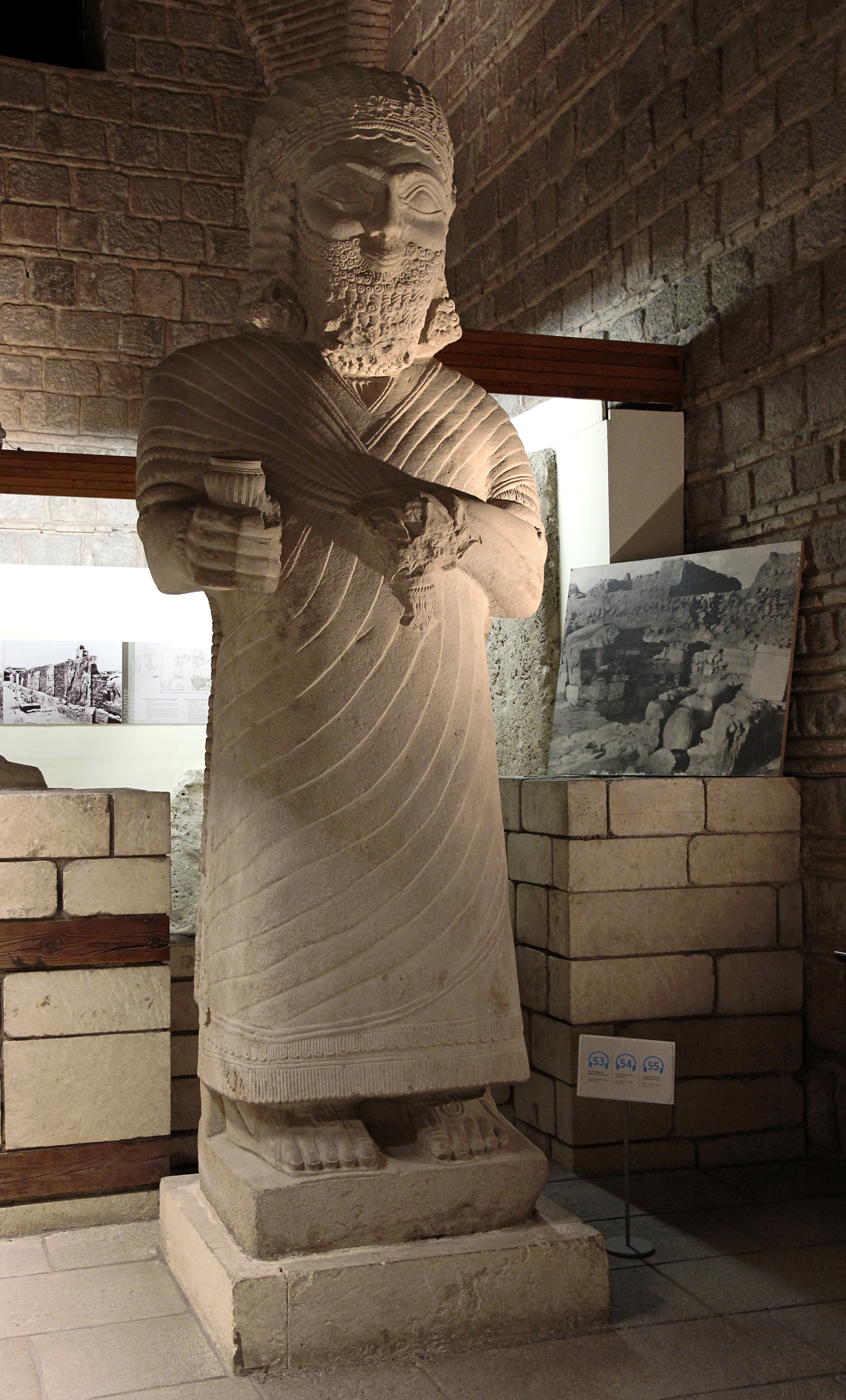
Statue aus Arslantepe, die möglicherweise Mutallu darstellt

Muwatalli (assyrisch Mutallu) war ein neo-hethitischer König von Kummuḫ, der von min. 712–708 v. Chr. regierte.
Muwatalli ist nur aus assyrischen Quellen bekannt. Vielleicht war er der direkte Nachfolger des vorherigen Königs von Kummuḫ, Kuštašpi (min. 750–732 v. Chr.), doch ist näheres dazu nicht bekannt. Es ist denkbar, wenn auch nicht sicher belegt, dass er der letzte Nachkomme der hethitischen Großkönige war. Jedenfalls trugen sowohl er selbst als auch seine Vorgänger Hattusili I. (assyrisch Qatazilu; 866–857 v. Chr.), Suppiluliuma (assyrisch Ušpilulume; 805–773 v. Chr.) und Hattusili II. (mittleres 8. Jahrhundert v. Chr.) die Namen hethitischer Großkönige.
Muwatalli war ein treuer Vasall der Assyrer, vielleicht noch von Kuštašpis Unterwerfung durch die Assyrer her. Er wurde vom assyrischen König Sargon II. für seine Treue sogar mit der Stadt Melid des gleichnamigen neo-hethitischen Staates belohnt, nachdem Melid von den Assyrern zerschlagen worden war. Im Jahr 709/08 v. Chr. fiel Muwatalli jedoch von den Assyrern ab. Sargon II. beschuldigte ihn, mit Argišti II. von Urartu zu konspirieren. Die Assyrer fielen daraufhin in Kummuḫ ein, plünderten das Land und seine Hauptstadt und deportierten große Teile seiner Bevölkerung sowie die königliche Familie nach Babylonien. Muwatalli selbst gelang die Flucht. Sein weiteres Schicksal ist nicht bekannt. Vielleicht fand er in Urartu Zuflucht. Kummuḫ jedenfalls wurde als Provinz dem assyrischen Reich einverleibt und mit Siedlern vom Chaldäerstamm Bit-Jakin neu besiedelt.
Muwatalli ist nach Benno Landsberger möglicherweise der Abgebildete der Statue von Arslantepe, einer der Skulpturen von Malatya.